# اعتمادية مقابلة
الاعتمادية المقابلة أو الاعتمادية المضادة (بالإنجليزية: Counterdependency)‏ هي حالة من رفض التعلق، وإنكار الحاجة الشخصية والاعتمادية، ويمكن أن تمتد إلى السلطة المطلقة ورفض الحوار الموجود في إطار النرجسية المدمرة.

## الأصول التطويرية
يمكن إيجاد جذور الاعتمادية المقابلة في السلبية المناسبة للفئة العمرية للأطفال بعمر سنيتن والمراهقين، حيث أن الاعتمادية المقابلة تخدم غرض مؤقت وهو إبعاد الشخص لنفسه عن الوالدين، كالطفل البالغ من العمر سنتين ويقول «لا»، وهو في حالة من السلطة عند إجابته علي أي سؤال موجه إليه، كما لو كان يكرس لاستقلاليته، وانفصالة عن أمه، عن طريق معارضته لها. وقد تجد الأم صعوبة في قبول حاجة الطفل للابتعاد وأخذ مساحة شخصية، فيظل الطفل عالق في مرحلة الاعتمادية المقابلة بسبب صدمة في مراحل النمو.
بطريقة مماثلة، فإن المراهق يحتاج إلى أن تكوين القدرة على إثبات حقيقة انفصاله عن أبويه، حتى لو كان ذلك من خلال حالة متواصلة من الرفض البارد؛ ومرة أخرى فإن الأمور التي لم يتم حلها في مرحلة المراهقة يمكن أن تؤدي إلى الاعتمادية المقابلة والتأكيد الجامح للذات في الحياة لاحقا.

## الظهور في الراشدين
وصفت الشخصية ذات الاعتمادية المقابلة بأنها مدمنة على النشاط وتعاني من العظمة، كالتظاهر بالقوة ودفع الآخرين بعيدا عنه، وعادة ما يتجنب هذا الشخص الاتصال مع الآخرين، الأمر الذي يمكن أن يؤدي به إلي حالة من العزلة العاطفية وقد تصل للاكتئاب.
قد يفخر الرجل المتصف بالاعتمادية المقابلة بنفسه كونه «رجولي» ولا يحتاج للحب ولا للعاطفة ولا للدفئ، وأنه خشن ومستقل في المقابل، ولا تزال التنشئة الاجتماعية بين الجنسين تعزز ذلك في الرجال، وحينما تأخذ المرأة دور الاعتمادية المقابلة فقد يعزي ذلك للذات الكاذبة أو لبرسونا.
يمكن أن تمثل السلوكيات المستقلة الناتجة عن الاعتمادية المقابلة نوع من الإغراء الشديد لللشخص الاعتمادي، وعلي الرغم من ذلك فعند تكون العلاقة بين الاعتمادي والاعتمادي المقابل قد تتبدل الأدوار فيما بينهما لاحقا.
غالبا ما يرغب الشخص المتصف بالاعتمادية المقابلة في الفرار من العلاج، أثناء العلاج النفسي، كوسيلة للدفاع ضد احتمال التراجع أو النكوص، كما يسعي للحفاظ على مسافة بينه وبين المعالج، وتجنب الإشارة إلى المشاعر إلى أقصى حد ممكن، كما قد يحاول هذا الشخص السيطرة على المعالج للحفاظ علي شعوره بالاستقلال.

## وجهات النظر الوجودية
يميز المعالجين الذين يستخدمون العلاج الوجودي بين الاعتماد المتبادل من جهة، وبين كل من الاعتمادية والنوع الهارب من الاعتمادية المقابلة المستعصية من جهة أخرى.

## انتقال
يمكن أن توجد الاعتمادية المقابلة في المواقف العلاجية في شكل الانتقال السلبي.
في نظرية بناء الشخصية لجورج كيلي، يستخدم هذا المصطلح في معنى آخر، لوصف تحويل الاعتمادية من قبل الطبيب المعالج إلي العميل.